# Зенджан (остан)
Зенджан (перс. زنجان Zanjân; азерб. Zəncan) — остан (провінція) на північному заході Ірану. Межує з такими останами: Східний Азербайджан, Західний Азербайджан, Хамадан, Курдистан, Гілян, Казвін, Ардебіль.
Площа — 21 841 км². Населення — 964 601 особа станом на 2006 рік. Переважну більшість населення складають азербайджанці. Друга за чисельністю етнічна група — талиші. Столиця провінції — Зенджан.
Провінція Зенджан відома своїм виноградом без кісточок. Крім нього у провінції вирощують рис, кукурудзу, фрукти, картоплю.
Завдяки своєму географічному та стратегічному положенню провінція є одним з промислових центрів Ірану. Провінція розташована за 330 км на північний захід від Тегерана і пов'язана з ним автодорогою.